# Joey Allen
Joseph Alan Cagle, (23 de junio de 1964), conocido artísticamente como Joey Allen, es un músico estadounidense, conocido por ser el guitarrista de la agrupación de glam metal Warrant.
Allen conoció al guitarrista Erik Turner en 1979, con el que fundó la banda Knightmare II. Luego formaría Warrant junto al mismo Turner, el vocalista Jani Lane, el bajista Jerry Dixon y el baterista Steven Sweet.

## Discografía

### Knightmare II
- Death Do Us Part EP (1955)

### Warrant
- Dirty Rotten Filthy Stinking Rich (1989)
- Cherry Pie (1990)
- Dog Eat Dog (1992)
- The Best of Warrant (1996)
- Born Again (2006)
- Rockaholic (2011)